# 1727
| 1727               |
| ------------------ |
| Dødsfald - Fødsler |
| • Begivenheder     |

| Gregoriansk kalender | 1727 MDCCXXVII          |
| Ab urbe condita      | 2480                    |
| Armensk kalender     | 1176 ԹՎ ՌՃՀԶ            |
| Kinesiske kalender   | 4423 – 4424 丙午 – 丁未 |
| Etiopisk kalender    | 1719 – 1720             |
| Jødisk kalender      | 5487 – 5488             |
| Hindukalendere       |                         |
| - Vikram Samvat      | 1782 – 1783             |
| - Shaka Samvat       | 1649 – 1650             |
| - Kali Yuga          | 4828 – 4829             |
| Iransk kalender      | 1105 – 1106             |
| Islamisk kalender    | 1140 – 1141             |

Konge i Danmark: Frederik 4. 1699-1730
Se også 1727 (tal)

## Begivenheder
- 17. maj - Peter 2. bliver russisk zar
- 11. oktober - Georg 2. af Storbritannien bliver konge af England efter Georg I's død
- Det Kongelige Vajsenhus i København blev grundlagt som børnehjem for forældreløse børn, et såkaldt Vajsenhus
- Kong Frederik 4. giver Nibe købstadsprivilegier
- Den sidste offentlige henrettelse på Ærø finder sted
- Dansk undersøgelsesekspedition til Diskobugten.[1]

## Født
- 2. januar – James Wolfe, engelsk general.

## Dødsfald
- 31. marts – Isaac Newton, engelsk matematiker, fysiker og astronom, født 1643.
- 17. maj – Katarina 1. af Rusland, gift med Peter den Store og regerende kejserinde af Rusland fra 1725, født 1684.
- 11. juni – Georg 1. af Storbritannien, Britisk konge siden 1714, (født 1660).
- Friderich Moth, Guvernør på St. Thomas og St. Jan.